# توم كلانسي الخلية المنشقة: عميل مزدوج
توم كلانسي الخلية المنشقة: العميل المزدوج (بالإنجليزية: Tom Clancy's Splinter Cell: Double Agent) هي لعبة فيديو من نوع التخفي و التسلل بطلها اسمه سام فيشر، صدرت عام 2006 لأجهزة إكس بوكس 360 و‌إكس بوكس و‌بلاي ستيشن 2 و‌جيم كيوب و‌وي و‌بلاي ستيشن 3 و‌ميكروسوفت ويندوز. وهي من تطوير يوبي سوفت مونتريال ويوبي سوفت شنغهاي ويوبي سوفت آنسي ويوبي سوفت ميلان ومن نشر يوبي سوفت .

## القصة
قد يتم حرق أحداث القصة لمن لم يقوموا بتجربة اللعبة والتي ينصح بشدة بتجربتها قبل قراءة القصة.
تنقلب حياه سام راسا على عقب بعد أن كان خبر موت ابنته الوحيدة بمثابه الصدمة الحقيقية، وتغيرت حياته تغييرا كليا بعد حادث موت ابنته الوحيدة، ولكن للأسف كان التغير للاسوأ،
فمن بعد ما كان خير مثال للانضباط والعقلانية أصبح يائسا محطما لا هدف له في الحياة سوى الخمر والتسكع في البارات والمشاجرات لاتفه الأسباب. وفى محاولة اخيرة من المنظمة التي يعمل بها سام لكى يعود إلى صوابه يتم تكليفه باخطر مهمة في حياته على الإطلاق، وهى أن يكون عميلا مزدوجا بمعنى ان يعمل كعميل سري وأن يتوغل داخل واحدة من اخطر المنظمات الارهابية لتصفيتهم أو العمل على القبض عليهم وتسليمهم إلى العدالة. وبالفعل يتم إرسال سام إلى أحد السجون والتي بها أحد افراد تلك المنظمة ومن المطلوب من سام ان يكسب ثقة ذلك الشخص والذي يدعى جيمي ومحاوله تهريبه من السجن لكسب ثقه المنظمة الارهابية التي تدعى (جي بي ايه)، ويتمكن سام من تهريب جيمي من السجن في واحدة من مراحل اللعبة،
ويكسب سام ثقة جيمي الذي يقدمه إلى المنظمة. وتبدأ الاحداث الحقيقية للعبة والتي تكون اخطر مهام بطل اللعبة حيث يمر اللاعب بأصعب الاختبارات من كلا الجانبين، والتي من المفترض ان يقوم اللاعب بإكمال جميع المهام في نفس الوقت المحافظة على هويتك الحقيقية ضد المنظمة الارهابية، وأيضا الحفاظ على ولائك للمنظمة التي تعمل بها وعدم فقدان ثقة أي من الطرفين باى طريقة. كانت
الأحداث مرورا بأصعب المواقف من اغتيالات وقتل بدون رحمة واختطاف وتهديد، فأي قرار يقوم به سام ينعكس على ثقه الطرفين بالسلب أو بالإيجاب.
كانت من لحظات قصة اللعبة عند تكليف اللاعب بقتل رئيس سام في المنظمة الحكومية التي يعمل بها وهو ايرفينج لامبرت، والذي يعتبر من اصدقاء سام المقربين جدا بالاضافة انه أحد الابطال الرئيسية في سلسلة اللعبة. هذه مهمة يختار فيها الإنسان حياه صديقه أو استقرار العالم وعمله.